# Andi Ribaj
Andi Ribaj (ur. 21 listopada 1989 we Wlorze) – albański piłkarz.